# Ferreira (nome de família)

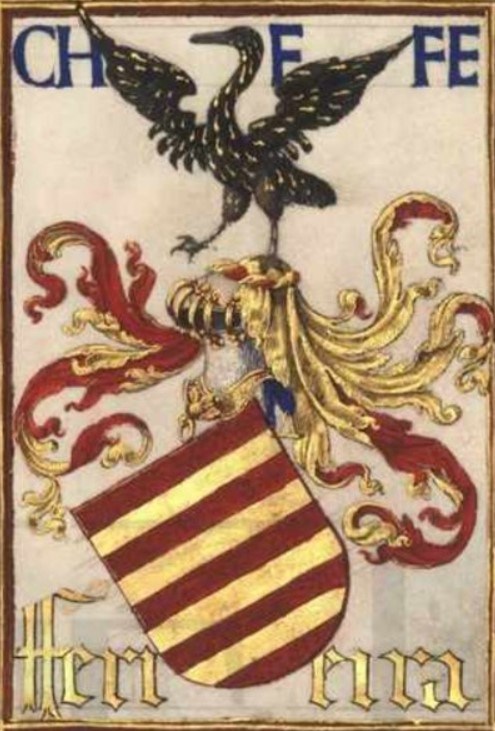
Fac-símile do brasão dos Ferreiras no Livro do Armeiro-Mor, manuscrito por José Calvão Borges e João Du Cros, datado de 1509, feito sob encomenda para D. Manuel I "O Venturoso", Rei de Portugal e Algarves

Ferreira é um sobrenome de origem espanhola, que pode ser classificado tanto como toponímico, ou seja a origem indica um lugar onde há ferro, mina ou jazida de ferro, quanto relativo a profissão de ferreiro que poderia dar origem a uma alcunha, passando depois ao nome familiar Ferreira, não conta seguramente com uma única origem comum. O nome remonta ao século XI em Ferreira na Espanha.
No Livro do Armeiro-Mor, o Ferreira é mostrado ao lado das armas dos Fonseca, tendo elas as mesmas cores.
Apresenta correspondentes em outras línguas, como Herrera (castelhano), Ferrara ou Ferrari (italiano) e Smith (inglês).